# ابن کر
شمس الدین محمد بن عیسی بن حسن بغدادی معروف به ابن کر (۱۲۸۲ م. در قاهره – ۷۵۹ ه‍.ق / ۱۳۵۷ م.) یک موسیقی‌دان نظری بود.

## زندگینامه
ابن کر در قاهره به دنیا آمد؛ پدرش یک مهاجر عراقی بود. برخلاف بیشتر موسیقی‌دانان آن دوره که در درجهٔ اول به خاطر درجات علمی، مذهبی یا هنری دیگر (مثل خوشنویسی) معرفی می‌شدند، ابن کر بیش از هر چیز به عنوان یک موسیقی‌دان شناخته می‌شد اگر به علم فقه نیز آشنا بود و گفته شده که صوفی نیز بود. ابن کر در سال ۷۵۹ هجری قمری درگذشت.

## آثار
ابن کر نویسندهٔ اثری با عنوان غاية المطلوب فی علم الأدوار والضروب است که به توصیف نظری موسیقی رایج در قاهره می‌پردازد. این رساله سندی دانسته می‌شود برای تداوم رشد نظری موسیقی در جهان اسلام پس از دوران مکتب منتظمیه.